# Бобкова, Ольга Сергеевна
Ольга Сергеевна Бобкова (род.25.05.1925-02.05.2016) — советский и российский металлург, доктор технических наук, научный сотрудник ЦНИИ чёрной металлургии, лауреат Государственной премии СССР (1970).

## Биография
Окончила Московский институт стали и сплавов (1947) и, после двух лет работы инженером сталелитейного цеха Волгоградского тракторного завода — аспирантуру (1953). Кандидат технических наук (1953), тема диссертации «Поверхностное натяжение сплава ЭИ-435 и некоторые его свойства».
С 1953 г. работала в ЦНИИ чёрной металлургии, с 1965 г. старший научный сотрудник. Последняя должность — научный консультант ФГУП «Центральный научно-исследовательский институт чёрной металлургии им. И. П. Бардина».
Доктор технических наук по специальности 05.16.02 — «Металлургия черных, цветных и редких металлов»
Лауреат Государственной премии СССР (1970, в составе коллектива) — за исследование, разработку и внедрение технологии получения высококачественных хромовых сплавов силикотермическим методом.
Сочинения:
- Силикотермическое восстановление металлов. Металлургия, 1981. Всего страниц: 129
- Силикотермическое восстановление металлов / О. С. Бобкова. — 2-е изд., перераб. и доп. — М. : Металлургия, 1991. — 173 с. : ил.; 20 см; ISBN 5-229-00544-0 : 2 р. 80 к., 450 экз.